# Ciao Darwin
Ciao Darwin è stato un programma televisivo italiano di genere varietà e game show, andato in onda in prima serata su Canale 5 dal 3 ottobre 1998 al 23 febbraio 2024 con la conduzione di Paolo Bonolis e Luca Laurenti.
Il titolo del programma e i suoi contenuti alludono in chiave ironica e parodistica alla teoria dell'evoluzione di Charles Darwin.

## Il programma
Il programma nasce nel 1998 da un'idea di Paolo Bonolis e Stefano Magnaghi: far gareggiare due squadre che rappresentino due categorie umane antitetiche per scoprire quale delle due è più forte, in ossequio alla teoria evoluzionistica di Charles Darwin, ed individuare i connotati e le caratteristiche dell'uomo e della donna del terzo millennio (gli Adamo ed Eva del futuro).

### Studi televisivi
| Studio                                                         | Edizione | Edizione | Edizione | Edizione | Edizione | Edizione | Edizione | Edizione | Edizione | Totale |
| Studio                                                         | 1ª       | 2ª       | 3ª       | 4ª       | 5ª       | 6ª       | 7ª       | 8ª       | 9ª       | Totale |
| -------------------------------------------------------------- | -------- | -------- | -------- | -------- | -------- | -------- | -------- | -------- | -------- | ------ |
| Teatro 10 di Cinecittà, Roma                                   |          |          |          |          |          |          |          |          |          | 3      |
| Studio 20 del Centro di produzione Mediaset di Cologno Monzese |          |          |          |          |          |          |          |          |          | 1      |
| Teatro 5 di Cinecittà, Roma                                    |          |          |          |          |          |          |          |          |          | 1      |
| Teatro 15 di Cinecittà, Roma                                   |          |          |          |          |          |          |          |          |          | 1      |
| Studio 1 del Centro Titanus Elios, Roma                        |          |          |          |          |          |          |          |          |          | 3      |

## Storia del programma
Il programma parte il 3 ottobre 1998, condotto dallo stesso Bonolis con la partecipazione di Luca Laurenti, protagonista di molti siparietti comici, e di una modella (Annabelle Susanne Brewka) nel ruolo di Madre Natura, con la regia di Beppe Recchia. La sigla è la canzone Matti, composta da Renato Zero e Renato Serio, con testi riadattati per l'uso nella sigla. Nello studio televisivo allestito in forma di arena Bonolis getta allo sbaraglio 100 persone comuni appartenenti a due categorie (50 persone ognuna) in opposizione fra loro, le cui gesta sono valutate dal pubblico. Ogni squadra ha un capitano individuato tra personaggi noti.
Il programma viene riproposto l'anno successivo, nell'autunno del 1999, e chiude nel gennaio 2000 con una media del 27,00% di share.
La terza edizione va in onda nell'autunno 2000, con inizio il 30 settembre e la fine il 23 dicembre.
Dopo tre anni di assenza dai palinsesti, Ciao Darwin ritorna con la quarta edizione nella primavera del 2003.
Nell'autunno del 2007, dopo quattro anni, viene messa in onda la quinta edizione, con il sottotitolo L'anello mancante, il martedì in prima serata tranne per le ultime due puntate, mandate in onda di sabato. A partire da questa edizione e per tutte le successive la regia viene affidata a Roberto Cenci, che sostituisce Beppe Recchia, scomparso nel mese di giugno precedente e ricordato nella prima puntata della quinta edizione.
Nella primavera del 2010 viene realizzata la sesta edizione, in onda il venerdì in prima serata con il sottotitolo La regressione. Questa edizione sarebbe dovuta essere l'ultima, tanto che si concluse con una scena che rappresentava il "funerale" del programma, in cui una Madre Natura vestita a lutto poneva una rosa su una lapide con su scritto: CIAO DARWIN, 03/10/1998 - 21/05/2010, RIPOSA IN PACE.
Nonostante ciò, nell'estate 2012 viene comunicato che Paolo Bonolis avrebbe condotto la settima edizione del programma, prevista inizialmente per la primavera 2013 ma continuamente posticipata e poi cancellata per motivi legati agli elevati costi di produzione. Il programma riesce a tornare in onda solo nella primavera del 2016, con il sottotitolo La resurrezione; la settima edizione si apre riallacciandosi al finale della precedente, con Bonolis e Laurenti che "risorgono" ed escono dalla tomba del programma sotto forma di zombie.
L' ottava edizione è andata in onda sempre di venerdì nella primavera del 2019, con il sottotitolo Terre desolate.
La nona edizione, annunciata nel 2022 e inizialmente prevista per la primavera del 2023, è andata in onda sempre di venerdì nell'autunno-inverno della stagione 2023-2024, con il sottotitolo Giovanni 8,7. Al termine dell'edizione, Bonolis ha dichiarato che questa sarebbe stata l'ultima e finale edizione, chiudendo definitivamente il programma dopo 26 anni.

### Repliche
Dato il notevole successo del programma, esso è stato replicato svariate volte dai canali Mediaset. La stessa Canale 5, per diversi anni, nel suo palinsesto estivo, ha trasmesso le puntate di diverse edizioni. Nella prima metà degli anni 2000, invece, fu la rete satellitare Happy Channel a riproporre tutte le puntate delle prime edizioni in diverse fasce orarie. Nell'estate 2008 è stata replicata la quinta edizione (replicata anche su Mediaset Plus), nell'estate 2010 la quarta, nell'estate 2011 la sesta e, infine, nell'estate 2012 nuovamente la quinta. A partire dall'estate 2013, è la rete digitale terrestre Mediaset Extra a trasmettere le repliche di tutte le edizioni del programma. Nell'estate 2016 Canale 5 trasmette in replica nuovamente la sesta edizione, nell'estate 2017 e 2019 la settima, e nella primavera ed estate del 2020 prima l'ottava (con ottimi risultati di ascolto) e dopo nuovamente la settima. Nella primavera 2021 furono invece replicate quattro puntate dell'ottava edizione e una della settima edizione con il titolo Ciao Darwin - A grande richiesta. Nell'estate 2024 e 2025 è stata trasmessa in replica la nona edizione.
Quattro puntate non sono più replicate: l'ottava puntata della quarta edizione per rispetto nei confronti di Pietro Taricone, che in quell'occasione era stato capitano degli Studenti, drammaticamente scomparso nel 2010; la terza puntata della quinta edizione, a seguito della morte nel 2011 di Anna Longhi, capitano della squadra dei Genuini in tale puntata; la sesta e la settima puntata dell'ottava edizione, in quanto dei concorrenti rimasero feriti durante il gioco del Genodrome.

## Cast

### Madre Natura
Il programma vede la partecipazione di Madre Natura, una ragazza molto bella e statuaria (solitamente una modella) che fa girare una palla o un mappamondo per sorteggiare casualmente i concorrenti che devono affrontare le varie prove. La musica che accompagna l'entrata in scena di Madre Natura è intitolata Adiemus, un brano composto dal musicista gallese Karl Jenkins per l'omonimo progetto e pubblicato nell'album Adiemus: Songs of Sanctuary del 1995. Le ragazze che hanno svolto questo ruolo nel corso delle nove edizioni sono state varie, quattro delle quali sono rimaste fisse per l'intera edizione:
| Edizione | Puntata/e    | Interprete                | Nazionalità           |
| -------- | ------------ | ------------------------- | --------------------- |
| 1ª       | Tutte        | Annabelle Susanne Brewka  | Svizzera-Germania     |
| 2ª       | Tutte        | Vanessa Rae Kelly         | Australia             |
| 3ª       | 1ª           | Alona Gorodetskaya        | Kazakistan            |
| 3ª       | 2ª           | Ina Neidal                | Germania              |
| 3ª       | 3ª           | Danila De Minicis         | Italia                |
| 3ª       | 4ª           | Marta Casas               | Spagna                |
| 3ª       | 5ª           | Nathalia De Sousa Santos  | Brasile               |
| 3ª       | 7ª           | Branka Bebić              | Croazia               |
| 3ª       | 8ª           | Ophelia Kumbe             | Mozambico             |
| 3ª       | 9ª           | Gemma Gerardi             | Italia                |
| 3ª       | 10ª          | Elisabeth Krook           | Svezia                |
| 3ª       | 11ª          | Sandra Hospital           | Francia               |
| 3ª       | 12ª          | N.D.                      | N.D.                  |
| 3ª       | 13ª          | Vanessa Rae Kelly         | Australia             |
| 4ª       | Tutte        | Tatiane Rosalino          | Italia-Brasile        |
| 5ª       | N° dispari   | Agnė Stankūnaitė          | Lituania              |
| 5ª       | N° pari, 13ª | Flaminia Romeo            | Italia                |
| 6ª       | Tutte        | Keila Guilarte Gonzalez   | Cuba                  |
| 7ª       | 1ª, 8ª       | Jenny Watwood             | Stati Uniti d'America |
| 7ª       | 2ª           | Penny Lane                | Regno Unito           |
| 7ª       | 3ª           | Rim Al-Saïdi              | Tunisia               |
| 7ª       | 4ª           | Romina Mosso Morais Gomes | Capo Verde            |
| 7ª       | 5ª           | Kristýna Teimerová        | Repubblica Ceca       |
| 7ª       | 6ª           | Paola Di Benedetto        | Italia                |
| 8ª       | 1ª, 10ª      | Ema Kovač                 | Croazia               |
| 8ª       | 2ª           | Angelina Michelle         | Francia-Russia        |
| 8ª       | 3ª           | Vanja Jošić               | Serbia                |
| 8ª       | 4ª           | Cicelys Zelies            | Cuba                  |
| 8ª       | 5ª           | Sara Vulinović-Zlatan     | Croazia               |
| 8ª       | 6ª, 11ª      | Sara Croce                | Italia                |
| 8ª       | 7ª           | Alba Vejseli              | Albania               |
| 8ª       | 8ª           | Michelly Sander           | Germania-Brasile      |
| 9ª       | 1ª, 9ª       | Aleksandra Korotkaia      | Russia                |
| 9ª       | 2ª, 5ª       | Sarah Shaw                | Australia             |
| 9ª       | 3ª, 4ª       | Andreea Sasu              | Romania               |
| 9ª       | 7ª, 8ª, 10ª  | Orian Ichaki              | Israele               |

### Padre Natura
La figura di Padre Natura, controparte maschile di Madre Natura, quindi anch'egli un ragazzo molto bello e statuario, venne introdotta per la prima volta nella terza edizione, e sporadicamente nelle altre. Anche per lui la musica di entrata in scena è il brano Adiemus.
| Edizione | Puntata/e | Interprete          | Nazionalità           |
| -------- | --------- | ------------------- | --------------------- |
| 3ª       | 6ª, 13ª   | Garrick Wilson      | Stati Uniti d'America |
| 5ª       | 13ª       | Pedro Perestrello   | Brasile               |
| 7ª       | 7ª        | Terrance Miguel Hay | Sudafrica             |
| 8ª       | 9ª        | Filippo Melloni     | Italia                |
| 9ª       | 6ª, 10ª   | Lukasz Zarazowski   | Polonia               |

### Prime Ballerine e Prime Donne
Dalla prima alla quarta edizione, a capitanare il corpo di ballo, sono presenti due Prime Ballerine mentre, dalla quinta edizione, ad affiancare il corpo di ballo sostituendo le Prime Ballerine, sono presenti delle vallette definite Prime Donne (due in ogni edizione):
| Edizione | Anno      | Prime Donne       | Prime Donne              |
| -------- | --------- | ----------------- | ------------------------ |
| 1ª       | 1998-1999 | Germana Bonaparte | Ilaria Ilari             |
| 1ª       | 1998-1999 | Simona Samarelli  | Valentina Olla           |
| 2ª       | 1999-2000 | Antonella Mosetti | Valentina Olla           |
| 3ª       | 2000      | Antonella Mosetti | Valentina Olla           |
| 4ª       | 2003      | Ilaria Spada      | Valentina Olla           |
| 5ª       | 2007      | Vanja Rupena      | Nena Ristić              |
| 6ª       | 2010      | Camila Morais     | Lisandra Silva Rodriguez |
| 7ª       | 2016      | Giada Pezzaioli   | Guadalupe González       |
| 8ª       | 2019      | Veronica Morales  | Gracia De Torres Vargas  |
| 9ª       | 2023-2024 | Noemi Pirozzi     | Federica Morello         |

## Edizioni
| Edizione | Anno      | Sottotitolo       | Conduzione    | Conduzione    | Periodo           | Periodo          | Puntate | Regia         | Studio                                                         |
| Edizione | Anno      | Sottotitolo       | Conduzione    | Conduzione    | Inizio            | Fine             | Puntate | Regia         | Studio                                                         |
| -------- | --------- | ----------------- | ------------- | ------------- | ----------------- | ---------------- | ------- | ------------- | -------------------------------------------------------------- |
| 1ª       | 1998-1999 | –                 | Paolo Bonolis | Luca Laurenti | 3 ottobre 1998    | 23 gennaio 1999  | 15      | Beppe Recchia | Teatro 10 di Cinecittà, Roma                                   |
| 2ª       | 1999-2000 | –                 | Paolo Bonolis | Luca Laurenti | 25 settembre 1999 | 8 gennaio 2000   | 14      | Beppe Recchia | Teatro 10 di Cinecittà, Roma                                   |
| 3ª       | 2000      | –                 | Paolo Bonolis | Luca Laurenti | 30 settembre 2000 | 23 dicembre 2000 | 13      | Beppe Recchia | Teatro 10 di Cinecittà, Roma                                   |
| 4ª       | 2003      | –                 | Paolo Bonolis | Luca Laurenti | 28 marzo 2003     | 30 maggio 2003   | 10      | Beppe Recchia | Studio 20 del Centro di produzione Mediaset di Cologno Monzese |
| 5ª       | 2007      | L'anello mancante | Paolo Bonolis | Luca Laurenti | 18 settembre 2007 | 15 dicembre 2007 | 13      | Roberto Cenci | Teatro 5 di Cinecittà, Roma                                    |
| 6ª       | 2010      | La regressione    | Paolo Bonolis | Luca Laurenti | 19 marzo 2010     | 21 maggio 2010   | 10      | Roberto Cenci | Teatro 15 di Cinecittà, Roma                                   |
| 7ª       | 2016      | La resurrezione   | Paolo Bonolis | Luca Laurenti | 18 marzo 2016     | 6 maggio 2016    | 8       | Roberto Cenci | Studio 1 del Centro Titanus Elios, Roma                        |
| 8ª       | 2019      | Terre desolate    | Paolo Bonolis | Luca Laurenti | 15 marzo 2019     | 24 maggio 2019   | 10      | Roberto Cenci | Studio 1 del Centro Titanus Elios, Roma                        |
| 9ª       | 2023-2024 | Giovanni 8,7      | Paolo Bonolis | Luca Laurenti | 24 novembre 2023  | 23 febbraio 2024 | 10      | Roberto Cenci | Studio 1 del Centro Titanus Elios, Roma                        |

## Audience
| Edizione | Rete televisiva | Anno      | Stagione          | Programmazione | Programmazione | Programmazione | Programmazione | Programmazione | Programmazione | Programmazione | Collocazione | Media auditel  | Media auditel | Premiere       | Premiere | Finale         | Finale | Il meglio      | Il meglio |
| Edizione | Rete televisiva | Anno      | Stagione          | L              | M              | M              | G              | V              | S              | D              | Collocazione | Telespettatori | Share         | Telespettatori | Share    | Telespettatori | Share  | Telespettatori | Share     |
| -------- | --------------- | --------- | ----------------- | -------------- | -------------- | -------------- | -------------- | -------------- | -------------- | -------------- | ------------ | -------------- | ------------- | -------------- | -------- | -------------- | ------ | -------------- | --------- |
| 1ª       | Canale 5        | 1998-1999 | autunno-inverno   |                |                |                |                |                |                |                | Prima serata | 5 098 000      | 20,65%        | 4 377 000      | 19,71%   | 7 123 000      | 31,08% | –              | –         |
| 2ª       | Canale 5        | 1999-2000 | autunno-inverno   |                | 5 915 000      | 26,70%         | 6 533 000      | 33,17%         | 7 223 000      | 30,63%         | Prima serata |                |               |                |          |                |        | –              | –         |
| 3ª       | Canale 5        | 2000      | autunno-inverno   |                | 6 380 000      | 28,08%         | 5 622 000      | 24,94%         | 7 278 000      | 30,79%         | Prima serata |                |               |                |          |                |        | –              | –         |
| 4ª       | Canale 5        | 2003      | primavera         |                |                |                | 7 551 000      | 31,80%         | 7 192 000      | 29,72%         | Prima serata | 7 688 000      | 34,09%        | 4 423 000      | 24,40%   |                |        |                |           |
| 5ª       | Canale 5        | 2007      | estate-autunno    |                |                |                | 5 052 000      | 23,77%         | 4 867 000      | 23,28%         | Prima serata | 4 532 000      | 27,26%        | 3 976 000      | 21,76%   |                |        |                |           |
| 6ª       | Canale 5        | 2010      | inverno-primavera |                |                |                | 6 635 000      | 29,53%         | 6 346 000      | 28,01%         | Prima serata | 6 662 000      | 31,09%        | 3 492 000      | 17,97%   |                |        |                |           |
| 7ª       | Canale 5        | 2016      | inverno-primavera | 5 394 000      | 26,87%         | 5 403 000      | 25,31%         | 5 229 000      | 28,35%         | –              | –            |                |               |                |          |                |        |                |           |
| 8ª       | Canale 5        | 2019      | inverno-primavera | 4 254 000      | 23,19%         | 4 150 000      | 22,40%         | 4 073 000      | 23,27%         | 2 756 000      | Prima serata | 16,40%         |               |                |          |                |        |                |           |
| 9ª       | Canale 5        | 2023-2024 | autunno-inverno   | 3 238 000      | 22,04%         | 3 987 000      | 24,98%         | 2 908 000      | 20,00%         | 2 166 000      | Prima serata | 12,58%         |               |                |          |                |        |                |           |

## Tipologie di sfide
| Tema                                       | Edizione                         | Edizione                      | Edizione                                 | Edizione                   | Edizione                           | Edizione                     | Edizione                   | Edizione                      | Edizione                             |
| Tema                                       | 1ª                               | 2ª                            | 3ª                                       | 4ª                         | 5ª                                 | 6ª                           | 7ª                         | 8ª                            | 9ª                                   |
| ------------------------------------------ | -------------------------------- | ----------------------------- | ---------------------------------------- | -------------------------- | ---------------------------------- | ---------------------------- | -------------------------- | ----------------------------- | ------------------------------------ |
| Statura                                    | Bassi vs. Alti                   | –                             | –                                        | –                          | Micro vs. Macro                    | –                            | –                          | Davide vs. Golia              | –                                    |
| Statura                                    | Alte vs. Basse                   | –                             | –                                        | –                          | Micro vs. Macro                    | –                            | –                          | Davide vs. Golia              | –                                    |
| Capelli                                    | Bionde vs. Brune                 | –                             | Infoltiti vs. Riportati                  | –                          | –                                  | –                            | –                          | –                             | –                                    |
| Capelli                                    | Calvi vs. Capelloni              | –                             | Infoltiti vs. Riportati                  | –                          | –                                  | –                            | –                          | –                             | –                                    |
| Peso                                       | Grassi vs. Magri                 | –                             | –                                        | Magre vs. Ciccione         | –                                  | –                            | Integratori vs. Bucatini   | –                             | Divano vs. Sport                     |
| Libertà d'amore                            | Mogli vs. Amanti                 | Playboy vs. Cornuti           | Attrici hard vs. Attrici arte drammatica | Vergini vs. Esperte        | Madri di famiglia vs. Trasgressive | Amor Sacro vs. Amor Profano  | Carne vs. Spirito          | Giuliette vs. Messaline       | Angeli vs. Demoni                    |
| Libertà d'amore                            | Mogli vs. Amanti                 | Caste vs. Libertine           | Attrici hard vs. Attrici arte drammatica | Vergini vs. Esperte        | Impegnate vs. Pupe                 | Vizi vs. Virtù               | Carne vs. Spirito          | Giuliette vs. Messaline       | Cornuti vs. Amanti                   |
| Nord e Sud                                 | Settentrionali vs. Meridionali   | –                             | –                                        | Roma vs. Milano            | Donne del Nord vs. Donne del Sud   | Padania vs. Mezzogiorno      | –                          | –                             | –                                    |
| Seno                                       | Snelle vs. Maggiorate            | –                             | –                                        | –                          | –                                  | –                            | –                          | –                             | –                                    |
| Bellezza fisica                            | Belli vs. Brutti                 | –                             | Belle vs. Brutte                         | –                          | Belli vs. Brutti                   | Lochness vs. Fitness         | Belli vs. Brutti           | Belli vs. Brutti              | –                                    |
| Bontà d'animo                              | –                                | –                             | –                                        | –                          | Buoni vs. Cattivi                  | –                            | –                          | –                             | –                                    |
| Chirurgia estetica                         | Naturali vs. Rifatte             | –                             | –                                        | –                          | Vergini vs. Rifatte                | Umani vs. Transformers       | –                          | Umani vs. Mutanti             | –                                    |
| Livello culturale                          | Macho vs. Intellettuali          | –                             | –                                        | Veline vs. Intellettuali   | Intellettuali vs. Ottusi           | –                            | –                          | Cime vs. Rape                 | –                                    |
| Livello culturale                          | Macho vs. Intellettuali          | –                             | –                                        | Acuti vs. Ottusi           | Intellettuali vs. Ottusi           | –                            | –                          | Cime vs. Rape                 | –                                    |
| Etnia o paese d'origine                    | Italiane vs. Straniere           | Bianchi vs. Neri              | –                                        | –                          | Occidente vs. Oriente              | –                            | Italiani vs. Stranieri     | –                             | –                                    |
| Etnia o paese d'origine                    | Italiane vs. Straniere           | Bianche vs. Nere              | –                                        | –                          | Bianche vs. Nere                   | –                            | Italiani vs. Stranieri     | –                             | –                                    |
| Professione                                | Casalinghe vs. Donne in carriera | Dirigenti vs. Operai          | Bagnini vs. Maestri di sci               | Commercianti vs. Vù cumprà | –                                  | Nani e ballerine vs. Critici | –                          | –                             | Trattorie vs. Stellati               |
| Professione                                | Casalinghe vs. Donne in carriera | Dirigenti vs. Operai          | Vigilesse vs. Donne al volante           | Professori vs. Studenti    | –                                  | Nani e ballerine vs. Critici | –                          | –                             | Trattorie vs. Stellati               |
| Luogo di residenza                         | Cittadini vs. Campagnoli         | –                             | –                                        | –                          | –                                  | –                            | –                          | –                             | –                                    |
| Rango sociale                              | –                                | Nobili vs. Popolane           | –                                        | –                          | –                                  | Miseria vs. Nobiltà          | Io so' io vs. Noi non semo | –                             | –                                    |
| Rango sociale                              | –                                | Politici vs. Popolo           | –                                        | –                          | –                                  | Miseria vs. Nobiltà          | Io so' io vs. Noi non semo | –                             | –                                    |
| Rango sociale                              | –                                | Ricchi vs. Poveri             | –                                        | –                          | –                                  | Miseria vs. Nobiltà          | Io so' io vs. Noi non semo | –                             | –                                    |
| Notorietà                                  | Gente comune vs. VIP             | Gente comune vs. VIP          | Paparazzi vs. VIP                        | –                          | –                                  | Reality vs. Lavoratori       | –                          | –                             | Lavoratori vs. Influencer            |
| Fede e religione                           | –                                | Atee vs. Credenti             | –                                        | Diavolo vs. Acqua Santa    | –                                  | Aldilà vs. Al di qua         | –                          | –                             | –                                    |
| Calcio                                     | –                                | Tifose vs. Abbandonate        | Arbitri vs. Tifosi                       | –                          | –                                  | –                            | –                          | Juve vs. Tutti                | –                                    |
| Orientamento sessuale                      | –                                | Omosessuali vs. Eterosessuali | Trasgressivi vs. Moralisti               | –                          | Etero vs. Gay                      | –                            | Normali vs. Diversi        | Family Day vs. Gay Pride      | –                                    |
| Sesso                                      | –                                | Donne vs. Uomini              | Maschietti vs. Femminucce                | –                          | –                                  | –                            | –                          | –                             | Milf vs. Teen                        |
| Famiglia                                   | –                                | –                             | Suocere vs. Nuore                        | –                          | Mariti vs. Mogli                   | –                            | –                          | –                             | –                                    |
| Età                                        | –                                | –                             | Ventenni vs. Quarantenni                 | –                          | –                                  | Ieri vs. Domani              | Giovani vs. Mature         | Finti giovani vs. Nati vecchi | –                                    |
| Scienza e superstizione                    | –                                | –                             | Maghi vs. Scettici                       | Alieni vs. Terrestri       | –                                  | –                            | –                          | –                             | Scienza vs. Occulto                  |
| Intrattenimento e interazioni con Internet | –                                | –                             | –                                        | –                          | –                                  | –                            | Reale vs. Virtuale         | Web vs. TV                    | Darwin Giovanni 8,7 vs. Darwin Story |
| Abbigliamento                              | –                                | Gonne vs. Pantaloni           | Naturisti vs. Costumati                  | –                          | Genuini vs. Accessoriati           | –                            | –                          | Chic vs. Shock                | Eleganti vs. Tamarri                 |
| Nome e identità                            | –                                | –                             | –                                        | Sosia vs. Omonimi          | –                                  | –                            | –                          | –                             | –                                    |
| Musica                                     | –                                | –                             | –                                        | –                          | –                                  | –                            | –                          | –                             | Melodici vs. Trapper                 |

## Meccanismo
Ogni puntata consiste in prove di abilità, intelligenza e cultura generale, con l'intento di riprodurre, con esiti volutamente ridicoli, il meccanismo di selezione naturale teorizzato da Charles Darwin. Ad ogni prova viene dato un punteggio tramite votazione del pubblico in sala, composto da 200 persone (300 persone nella quinta edizione), assegnando alle squadre 1 punto per ogni voto a loro favore ricevuto dal pubblico. La somma dei punti alla fine delle varie prove determina la categoria in vantaggio prima dell'ultimo gioco, quello dei cilindroni. Le prove proposte frequentemente a Ciao Darwin sono le seguenti, alcune delle quali sempre presenti:
| Nome della prova | Edizione | Edizione | Edizione | Edizione | Edizione | Edizione | Edizione | Edizione | Edizione |
| Nome della prova | 1ª       | 2ª       | 3ª       | 4ª       | 5ª       | 6ª       | 7ª       | 8ª       | 9ª       |
| --- | -------- | -------- | -------- | -------- | -------- | -------- | -------- | -------- | -------- |
| Prova di canto |          |          |          |          |          |          |          |          |          |
| Prima prova di ogni puntata, consistente nel confronto delle due squadre nel cantare brani musicali che, in un certo modo, li riguardano. Dalla prima alla sesta edizione venivano cantate alcune strofe estratte da più canzoni (massimo tre), mentre nella settima e ottava viene scelta una sola canzone, e nella nona ne sono proposte due, che caratterizzino la categoria in questione. I brani sono cantati per buona parte, a volte per intero, al massimo da tre componenti della categoria. NOTA: Per ogni categoria, nelle prime quattro edizioni venivano scelti tre concorrenti che cantavano al centro dello studio, mentre invece nelle successive due i concorrenti cantavano direttamente dalle loro postazioni. Dalla settima edizione i concorrenti cantano alzandosi e ponendosi davanti ai loro compagni di squadra. |          |          |          |          |          |          |          |          |          |
| Il dibattito |          |          |          |          |          |          |          |          |          |
| Detta anche "Faccia a faccia", consiste in un confronto verbale tra le due compagini. NOTA 1: Nelle prime due edizioni, e in alcune puntate della terza, i concorrenti chiamati in causa erano due, accompagnati dal proprio capitano di categoria; essi erano posti dietro una sponda simile a quelle presenti nelle aule dei Tribunali. Nelle altre edizioni, invece, i concorrenti parlavano dal loro posto. NOTA 2: Nelle prime tre edizioni il dibattito cominciava quando una persona tra il pubblico, dal microfono di Giulio Golia, rivolgeva la sua domanda a una delle due categorie. Infine, solo nella quinta edizione, il dibattito cominciava dopo una battaglia rap tra le due categorie. |          |          |          |          |          |          |          |          |          |
| Prova di cultura/intelligenza |          |          |          |          |          |          |          |          |          |
| In questa prova, presente nelle prime cinque edizioni, Bonolis proponeva domande di cultura generale oppure enigmi da risolvere ai concorrenti estratti a sorte. Nelle prime tre edizioni l'enigma consisteva nell'individuare, da parte di un concorrente accompagnato dal proprio capitano di categoria, a che cosa potesse servire un oggetto allora considerato "del futuro". In caso di enigma riuscito/risposta esatta veniva assegnato alla squadra in questione un punteggio che variava a seconda delle differenti edizioni. Nella quarta edizione, invece, la prova consisteva nel fornire il significato di alcune parole straniere o poco ricorrenti nella lingua italiana: veniva estratto a sorte un concorrente della squadra in svantaggio che, dopo aver scelto un numero da 1 a 8, doveva sfidare un concorrente della squadra avversaria il quale, secondo lui sarebbe stato meno adatto per l'impresa. Qualora il concorrente avesse dato la risposta corretta prenotandosi, avrebbe condotto il gioco e avrebbe avuto il diritto di scegliere un altro avversario. Se invece il concorrente avversario avesse fornito la definizione esatta - o comunque una definizione accettabile - il gioco sarebbe passato nelle mani dell'avversario che dovrà fare lo stesso per un massimo di 3 parole (20 voti per definizione), idem per l'altro caso (tra l'altro le parole erano presenti sotto un capo d'abbigliamento di due fascinose modelle o all'interno di un vecchio libro). Alla fine della manche tra i concorrenti delle due fazioni, saranno i presidenti delle medesime a mettersi in gioco: la prova sarà leggermente diversa, infatti, essi non dovranno fornire la definizione della parola scelta, bensì l'inverso, il loro compito sarà di indovinare una parola ascoltando la definizione letta dal conduttore. In palio 50 voti alla squadra il cui capitano avrà dato la risposta corretta. Nella quinta edizione i concorrenti dovevano indovinare delle canzoni cantate dai rappresentanti di categoria rinchiusi in una stanza. |          |          |          |          |          |          |          |          |          |
| La gabbia neurale |          |          |          |          |          |          |          |          |          |
| In questa prova, che è stata presente solo nella quinta edizione come ulteriore sostituto alla prova di intelligenza, due concorrenti (o i capitani delle due categorie) sono seduti all'interno di una struttura a forma di gabbia con 8 schermi e devono indovinare le attinenze tra 8 immagini “madre” (una su ogni schermo) ed una successione di fotografie "satellite" correlate verbalmente (ad esempio l'attinenza tra le immagini di un treno e di una tazzina di caffè sarebbe l'espresso). |          |          |          |          |          |          |          |          |          |
| Prova di coraggio |          |          |          |          |          |          |          |          |          |
| La prova di coraggio è la prova più complessa e impervia della trasmissione, nonché l'unica in cui viene sorteggiato da Madre Natura per affrontarla ha la possibilità di rifiutare. Nel caso in cui il prescelto accettasse alla prima chiamata, permetterebbe alla sua squadra di guadagnare 150 punti; qualora rifiutasse, verrebbe selezionato sempre a sorteggio un altro rappresentante che, in caso di accettazione, porterebbe nelle casse della propria squadra 100 punti; in caso di un ulteriore rifiuto si procederebbe con una terza estrazione, con la possibilità di far ottenere alla squadra 50 punti; se anche il terzo concorrente estratto decidesse di non accettare, la squadra non otterrebbe alcun punto per le successive chiamate. Nelle prime tre edizioni (e in alcune occasioni anche nella settima) la squadra riceveva altri punti bonus qualora anche (o solo) il capitano avesse accettato di affrontare la prova. Nei casi in cui il regolamento prevede che la prova venga svolta da due concorrenti per categoria, per poter considerare la chiamata valida ai fini di assegnare il punteggio bonus, devono accettare entrambi i concorrenti chiamati in causa. Le prove di coraggio sono le più disparate: il contatto e il fronteggiarsi con animali come serpenti, ragni, elefanti, insetti, vermi, coccodrilli o bestie feroci; sfide che fronteggiano le fobie dei concorrenti stessi, come le vertigini o l'oscurità; sfide che spingono il corpo umano ai limiti della sopravvivenza; incontri con lottatori di sumo, campioni di wrestling o altri personaggi fisicamente potenti; sfide con i propri sensi, percorsi da compiere in condizioni pericolose, mangiare cibi particolari, ecc. |          |          |          |          |          |          |          |          |          |
| A spasso nel tempo |          |          |          |          |          |          |          |          |          |
| Si tratta di una delle prove più conosciute, tanto da aver avuto uno spin-off dedicato su Mediaset Extra. Un esponente selezionato a sorte per ciascuna delle due categorie viene portato da Laurenti (che in questo caso Bonolis chiama "fedele Battista", dicendogli anche "Scarichi la merce!" al momento di far scendere i concorrenti) con la macchina del tempo, che cavalca gli eoni dello spazio-tempo, in epoche passate o presenti (riprodotte dietro le quinte dello studio) o anche in uno scenario riguardante alcuni temi specifici (ad esempio il cinema), dove i due concorrenti di turno devono rispondere a quesiti riguardanti l'epoca storica e il luogo in cui sono finiti, e compiere alcune azioni sempre attinenti al luogo (spesso gli esiti sono decisamente ridicoli). Ad ogni risposta esatta e ad ogni azione intrapresa è corrisposto un punteggio, calcolato dalla regia (si tratta di una delle prove che fanno guadagnare più punti). Nella prova del viaggio nel tempo appare in un angolo del teleschermo un riquadro con l'inquadratura del viso di Bonolis, che interagisce con i concorrenti per dare le istruzioni. La musica in sottofondo al viaggio della macchina del tempo è il tema della colonna sonora della trilogia di Ritorno al futuro. In varie occasioni Bonolis è entrato nello scenario per redarguire concorrenti molto in difficoltà. |          |          |          |          |          |          |          |          |          |
| Prova coreografica |          |          |          |          |          |          |          |          |          |
| Questa prova consisteva nel rappresentare una sorta di mini-musical da parte di un numero di concorrenti che variava di puntata in puntata. Essa era presente come semplice prova di danza anche nella quarta edizione, ma solo nelle prime due puntate, in quanto venne poi direttamente sostituita dall'esibizione del corpo di ballo della trasmissione. Fu poi reintrodotta nell'edizione successiva. |          |          |          |          |          |          |          |          |          |
| Genodrome |          |          |          |          |          |          |          |          |          |
| Dalla sesta edizione è stata introdotta una nuova sfida che consiste in un percorso ad ostacoli molto difficile, di sopravvivenza: tra le prove previste vi sono attraversare reti, scalare pareti ripide, scendere da scivoli, attraversare laghetti saltando su sassi poco stabili mentre si è investiti da un potente getto d'acqua, correre su rulli rotanti, ecc. Alcune delle prove da superare sono ispirate al gioco Takeshi's Castle. A ogni squadra vengono assegnati 20 punti per ogni concorrente che arriva alla fine del percorso entro lo scadere del tempo. Sei concorrenti per ogni compagine partecipano al percorso ad ostacoli, a cui se ne aggiunge un settimo, detto il "gold", che è un concorrente vestito di color oro (ognuna delle due categorie in gara ha un "gold" tra i propri membri) che è già stato in trasmissione ed è spesso ricordato per episodi particolari; il "gold" fa guadagnare altri 50 punti alla sua squadra se riesce a rimanere attaccato per un certo tempo ad una parete contro cui si deve lanciare aggrappato a un gancio. Dalla settima edizione non vi è più la figura del "gold" e il settimo concorrente, che si deve lanciare contro il muro, viene scelto come tutti gli altri tra i partecipanti al gioco. Il sottofondo musicale della prova è il brano Surfin' Bird dei Trashmen. Nelle ultime due puntate dell'ottava edizione, il gioco finale dei rulli è stato eliminato a causa di alcuni gravi infortuni verificatisi e come conseguenza di ciò è cambiato in parte il meccanismo della prova, ovvero: partecipano al percorso ad ostacoli solo cinque concorrenti e se tutti riescono a completarlo la squadra ottiene 25 punti; in base a quanti completano il percorso, ogni compagine ha a disposizione un certo numero di lanci contro la parete, fino ad un massimo di quattro, che vengono eseguiti uno a testa da altri quattro componenti della squadra; la squadra guadagna 25 punti per ogni concorrente che rimane attaccato alla parete. |          |          |          |          |          |          |          |          |          |
| Prova di seduzione |          |          |          |          |          |          |          |          |          |
| Essa consisteva nel tentare, da parte di un membro per ogni compagine, di sedurre una persona del sesso opposto. Nelle prime due edizioni i concorrenti dovevano cercare di sedurre il presidente (o la presidentessa) della giuria (alla prova partecipava anche Laurenti in veste di "ostacolo", interpretando un personaggio che doveva cercare di mettere i bastoni tra le ruote al concorrente), mentre dall'edizione successiva l'oggetto della seduzione erano proprio Bonolis e Laurenti. Durante questa prova si ricorda, nella puntata del 9 dicembre 2000, uno stravagante episodio che ha visto come protagonisti Luca Laurenti ed Éva Henger. |          |          |          |          |          |          |          |          |          |
| Il défilé |          |          |          |          |          |          |          |          |          |
| Consiste in una sfilata di moda che vede come protagonista una serie di concorrenti per ogni categoria, abbigliati secondo i possibili vari momenti e contesti della giornata; i momenti in questione sono: "giorno", "sera", "discoteca", "intimo maschile e femminile", nella quinta edizione anche "appuntamento al buio" e "serata di gala", nella sesta edizione anche "quinta essenza" (in cui sono coinvolti i capitani di categoria) e nella settima edizione vi è una parte in cui partecipano i capitani di categoria abbigliati secondo un tema preciso, diverso ad ogni puntata. |          |          |          |          |          |          |          |          |          |
| I cilindroni |          |          |          |          |          |          |          |          |          |
| In questa ultima prova due concorrenti volontari, a rappresentare ciascuno la propria categoria, siedono con i vestiti (ma senza le scarpe) dentro una cabina trasparente di forma cilindrica su cui sono segnate sei tacche (il numero delle tacche, come del resto altre regole del gioco finale, varia nelle versioni straniere del programma) dal basso verso l'alto, e al cui interno viene immessa dell'acqua che entra dalla base. Tali concorrenti devono rispondere a turno ad alcune domande (scelte fra un numero di 18 nelle prime tre edizioni, di 15 nella quarta e nella quinta e di 12 nelle ultime tre) di cultura generale e d'attualità, che possono riguardare: passato, presente o futuro nelle prime cinque edizioni e nell'ottava; riguardanti la logica, l'intuito e la memoria nella sesta edizione, mentre nella settima edizione venivano spesso poste domande riguardanti argomenti stravaganti e divertenti. Ad ogni risposta esatta viene riempito di una tacca d'acqua il cilindrone del concorrente avversario, mentre per ogni risposta errata viene riempito di una tacca d'acqua il "proprio" cilindrone. Il concorrente che "annega" (poiché l'acqua nel suo cilindro raggiunge la tacca più alta, cioè la sesta) perde il gioco finale, fa perdere la puntata alla sua squadra e consegna la vittoria della puntata alla squadra avversaria. Nelle prime nove puntate della prima edizione entrambe le squadre cominciavano il gioco con il rispettivo cilindrone vuoto indipendentemente dal punteggio accumulato dalle due squadre nelle prove precedenti, con il concorrente della squadra che si trovava in svantaggio che rispondeva per primo e che in caso di risposta esatta aveva in mano il gioco potendo così rispondere alla domanda successiva e così via fino a quando non rispondeva in maniera errata a una domanda: a quel punto il gioco passava in mano al concorrente della squadra avversaria con il medesimo meccanismo; inoltre alla categoria vincitrice del gioco venivano assegnati 200 punti, che servivano poi per decretare la squadra vincitrice dell'intera puntata. Dalla puntata successiva in poi, invece, in base al punteggio accumulato dalle due squadre nelle prove precedenti, il cilindrone della squadra che si trova in svantaggio viene inizialmente "penalizzato" a seconda del margine di svantaggio sotto forma di iniziale riempimento di una tacca d'acqua per ogni 50 punti di svantaggio (altrimenti entrambe le squadre iniziano il gioco con il loro cilindrone vuoto, in caso di differenza di punti inferiore a 50 punti), e le domande vengono poste alternativamente prima al concorrente di una squadra (con quello della squadra in svantaggio che risponde per primo) e poi al concorrente dell'altra squadra fino a quando uno dei due concorrenti non raggiunge la sesta tacca ("annegando") e si determina la squadra vincitrice della puntata. NOTA: Solo ed esclusivamente nella quarta edizione, a partire dalla terza puntata, venne introdotto il "jolly", utilizzabile un'unica volta da ciascuno dei due concorrenti: nel caso in cui il concorrente non sapesse dare la risposta ad una domanda, il capitano della sua squadra poteva provare a rispondere in sua vece. |          |          |          |          |          |          |          |          |          |

## Sigla
La sigla del programma è Matti di Renato Zero appositamente riadattata per la trasmissione.

## Autori
- Federico Moccia (1998-2000, 2003, 2007, 2010, 2016, 2019)
- Federico Lampredi (1998-2000, 2003, 2007, 2010, 2023-2024)
- Marco Luci (1998-2000, 2003, 2007, 2010)
- Stefano Jurgens (2000, 2003, 2016, 2019)
- Sergio Rubino (2007, 2010, 2016, 2019)
- Marco Salvati (2010, 2016, 2019, 2023-2024)
- Alessandro Vitale (1998-2000, 2003)
- Stefano Santucci (2000, 2003, 2007)
- Barbara De Simone, Tiziana Orsini (2010, 2016, 2019)
- Christian Monaco (2007, 2023-2024)
- Nicola Brunialti, Sandro Fedele (2016, 2019)
- Simona Forlini, Massimo Righini (2007)
- Michele Afferrante, Paolo Lizza, Filippo Mauceri, Alberto Tovaglia (2010)
- Andrea Arinci, Roberto Cenci, Carmine D'Andreano, Silvia Lagravinese, Anna Maria Negri, Giuseppe Scagliola (2023-2024)

## Spin-off
- Ciao Darwin Story, andato in onda nel 2003 su Canale 5. Si tratta di repliche del meglio delle prime tre edizioni del programma.
- Ciao Darwin - A grande richiesta, andato in onda tra marzo e aprile 2021 su Canale 5. Si tratta di repliche di cinque puntate del programma (una della settima edizione e quattro dell'edizione successiva).

## Puntate speciali
- Ciao Darwin - Istruzioni per l'uso, andato in onda il 25 maggio 2010 su La5. Si tratta di una puntata speciale nella quale è stato mostrato il backstage relativo alle fasi di realizzazione del programma, sono stati svelati gran parte dei retroscena e sono state mandate in onda le interviste agli autori e a tutto lo staff del programma.
- Ciao Darwin - A spasso nel tempo, andato in onda nel 2015 su Mediaset Extra. Si tratta di uno speciale nel quale sono stati mostrati degli spezzoni dell'omonima sfida del programma.
- Ciao Darwin - Speciale Madre Natura, andato in onda il 10 marzo 2019 su Canale 5. Si tratta di uno speciale nel quale è stata ripercorsa la storia della figura di Madre Natura nel programma, con anche delle interviste ad alcune ragazze che hanno svolto questo ruolo; sono inoltre stati mandati in onda degli spezzoni dei casting per scegliere coloro che avrebbero interpretato Madre Natura nell'ottava edizione.
- Ciao Darwin - Darwin di Donatello 2019, andato in onda il 31 maggio 2019 su Canale 5. Si tratta di una puntata speciale trasmessa la settimana successiva all'ultima puntata dell'ottava edizione, nella quale sono stati consegnati gli omonimi premi ai migliori concorrenti di quell'edizione.

## Incidenti

### Rottura del cilindrone
Nella quinta puntata della sesta edizione, in cui si sfidavano Al di qua e Aldilà, andata in onda il 16 aprile 2010, si verificò un incidente nella prova dei cilindroni: quello della concorrente della categoria Aldilà iniziò a perdere acqua da un foro e poi si ruppe del tutto, con l'acqua che travolse Laurenti, il quale stava tentando di chiudere il foro, ed allagò lo studio. Né Laurenti né la concorrente coinvolta, ad ogni modo, rimediarono ferite e se la cavarono solo con un grande spavento.
Bonolis, nonostante la difficoltà nel rimanere in piedi sul bagnato (indossando scarpe con suole di cuoio), concluse la puntata facendo le domande mancanti e annunciando la categoria vincitrice. A causa di questo episodio, solo per le restanti puntate di tale edizione, la struttura dei cilindroni e la modalità del gioco vennero modificati per maggiore sicurezza (i cilindroni, fino a quel momento dotati di porta, ne furono privati, facendo entrare i concorrenti dall'alto tramite un argano con imbragatura).

### L'infortunio di Gabriele Marchetti
Durante la registrazione dell'ottava puntata dell'ottava edizione (andata poi in onda come settima puntata il 3 maggio 2019), un concorrente della categoria dei Finti giovani, Gabriele Marchetti, 54 anni, è rimasto vittima di un grave infortunio mentre correva sui rulli durante la prova del Genodrome, procurandosi lo schiacciamento di alcune vertebre e rimanendo gravemente paralizzato (conservando la mobilità solamente di uno dei due avambracci e delle dita delle mani). L'esibizione del concorrente è stata successivamente tagliata dal montaggio. Seguì un'indagine da parte della procura di Roma, con anche l'accusa di lesioni contro quattro persone tra addetti ai lavori del programma e dirigenti Mediaset, i quali sono stati tutti definitivamente assolti perché "il fatto non sussiste".

### Il fraintendimento nella prova di coraggio
Durante la prova di coraggio della categoria Stellati nella settima puntata della nona edizione, andata in onda il 26 gennaio 2024, le numerose urla della concorrente, ripetute più volte nel corso della prova, hanno attirato l'attenzione di una pattuglia delle forze dell'ordine, che insieme ad una vettura dell'ambulanza sono giunti sul posto, pensando che la donna fosse in pericolo. L'accaduto, nel rispetto dei confronti della concorrente, spaventata alľ arrivo delle forze dell'ordine, è stato tagliato.

## Ciao Darwin Awards/Darwin di Donatello

### Ciao Darwin Awards
Durante l'ultima puntata della settima edizione (2016) Paolo Bonolis consegnò per la prima volta i Ciao Darwin Awards (parodia dei premi Oscar), che erano dei premi per i concorrenti divisi in tre categorie: miglior look, miglior performance e concorrente dell'anno. Venne inoltre inserita una categoria speciale detta Onan Academy, per chi veniva votato solo dallo staff del programma. La madrina per il miglior look e la miglior performance è stata l'attrice Vittoria Schisano, mentre per il concorrente dell'anno è stata la Madre Natura di quella puntata, Jenny Watwood. Il riconoscimento del premio consisteva in un casco di banane (a ricordare il logo del programma) su un piedistallo dorato con su scritta la categoria. Ognuna di esse (tranne l'Onan Academy) aveva avuto tre nomination.
| Categoria             | Nomination e vincitori                                                                              |
| --------------------- | --------------------------------------------------------------------------------------------------- |
| Miglior look          | Fuffy (Carne), Ilaria Seghesio (Diversi), Fioravante Acierno (Io so' io)                            |
| Miglior performance   | Francesco Nozzolino (Bucatini), Fioravante Acierno (Io so' io), Florinda Colella (Brutti)           |
| Concorrente dell'anno | Fabio "Il Mistico" Filisetti (Diversi), Francesco Nozzolino (Bucatini), Francesco Petrone (Normali) |
| Onan Academy          | Nomination unica: Rosana Sodrè de Farias (Stranieri)                                                |

### Darwin di Donatello
L'assegnazione dei premi è stata riproposta nell'ottava edizione (2019) col titolo di Darwin di Donatello (parodia dei David di Donatello), ma questa volta in una puntata speciale interamente dedicata che è stata mandata in onda il 31 maggio 2019, ovvero una settimana dopo l'ultima puntata della stagione; si è trattato di una puntata in cui non ci sono state squadre in gara e non sono state svolte prove, nella quale sono stati ripercorsi i momenti salienti dell'edizione e sono stati consegnati i suddetti premi. Il premio consiste in un David barbuto che tiene un casco di banane e la giuria è composta dai partecipanti delle precedenti puntate.
| Categoria             | Nomination e vincitori | Consegna del premio |
| --------------------- | --- | --- |
| Miglior look          | Cristian Alaimo (TV), Elisa Crippa e il suo slave (Shock), Filip Simaz (Gay Pride) | Federico Fashion Style (Web) |
| Miglior performance   | Raffaella Paleari (Chic), Carlo Romano (Brutti), Maria Cristina Guidetti (Finti giovani) | Sara Croce (Madre Natura della 6ª e 11ª puntata) |
| Mister Darwin         | Filip Simaz (Gay Pride), Alessandro Maria Bosio (Golia), Alessio Guidi (Cime) | Follettina Creation (Web) |
| Miglior facciatosta   | Giulia Basso (Brutti), Giuseppe Prestigiacomo (Finti giovani), Alessandro Di Masi (Brutti) | Pancio ed Enzuccio (Web) |
| Miss Darwin           | Alisha Griffanti alias LaDivaDelTubo (Messaline), Federica Carfora (Davide), Rosy Di Carlo alias Diva&Lesbica (Gay Pride) | Follettina Creation (Web) |
| Coppa Onan            | Martina Fusco (Davide), Laura Cremaschina Cremaschi (Web), Lisa Hernandez (Messaline), Federica Calemme (Belli), Martina Di Maria (Family Day) | Mammolo (Produzione di Ciao Darwin) |
| Personaggio dell'anno | Martina Fusco (Davide), Annibale Astio (Web), Mariano Daniele (Davide) | Luca Laurenti |
| Miglior Co-conduttore | Nomination unica: Luca Laurenti con i suoi diversi travestimenti fatti nel corso delle puntate (Pablo Escobar, magnate cinese, Furia, Cowboy, Lottatore greco-romano, Christian Grey, Kim Jong-un, Donald Trump, L'uomo camaleonte e la TV spazzatura) | Nessun premio. La premiazione era una finta organizzata ai danni di Luca Laurenti che a fine puntata abbandona lo studio ormai rimasto vuoto a causa di una sua gaffe. |

L'assegnazione dei premi è stata riproposta nuovamente nella nona edizione durante l'ultima puntata (similmente a come accadde per la settima edizione) e coinvolse sia i concorrenti della nona edizione sia alcuni della settima e dell'ottava. Il premio era simile a quello dell'edizione precedente ovvero un David barbuto che tiene un casco di banane su un piedistallo con scritto il nome del programma e il sottotitolo dell'edizione (Ciao Darwin - Giovanni 8,7).
| Categoria                        | Nomination e vincitori                                 | Consegna del premio                                                          |
| -------------------------------- | ------------------------------------------------------ | ---------------------------------------------------------------------------- |
| Miglior look                     | Gianluca Bruno (Influencer), Cristian Alaimo (TV)      | Noemi Pirozzi e Federica Morello (le due prime donne della nona edizione)    |
| Premio facciatosta               | Giusy Di Fratta (Teen), Fioravante Acierno (Io so' io) | Samara Tramontana e Timo Suarez (collaboratori per la nona edizione sul Web) |
| Miglior performance              | Michele Trazzi (Divano), Filip Simaz (Gay Pride)       | Noemi Pirozzi e Federica Morello                                             |
| Miss Darwin                      | Erika Arena (Teen), Lucrezia Mangilli (Umani)          | Fabrizio Roberti (Onan Academy)                                              |
| Migliore attore non protagonista | Nomination unica: Simone Fugazzotto                    | Paolo Bonolis                                                                |
| Premio alla carriera             | Nomination unica: Emilio Contaldo                      | Simone Fugazzotto                                                            |

## Controversie
Il programma è stato spesso oggetto di critiche ed accuse di essere "trash". Molto criticata è stata la puntata Omosessuali vs. Eterosessuali della seconda edizione, sia da parte dell'opinione pubblica che dall'allora non ancora vicepresidente di Mediaset Pier Silvio Berlusconi. L'uso degli animali, più o meno pericolosi, nelle prove di coraggio è stato criticato da diverse associazioni animaliste, tra cui la PETA.
Paolo Bonolis, ai microfoni di PoreCast, il podcast condotto da Giacomo Poretti, ha ammesso che c'è stata una puntata di Ciao Darwin che non ha mai potuto registrare, la cui categoria era Papa Boys VS Papi Girls. Il conduttore, infatti, era stato fermato da una chiamata dell'allora presidente del consiglio Silvio Berlusconi che gli aveva intimato che sarebbe stato il caso di evitare.
Inoltre, la settima edizione scatenò polemiche ancora prima di andare in onda, a causa delle categorie di concorrenti richieste durante i provini, tra le quali persone omosessuali e eterosessuali contrarie ai diritti dei gay (che poi hanno fatto parte della sfida Normali vs. Diversi) e persone straniere o italiane contrarie all'integrazione degli stranieri in Italia (che poi hanno fatto parte della sfida Italiani vs. Stranieri).

## Esportazione del format
Il format di Ciao Darwin, creato interamente in Italia, è stato venduto anche a reti di altri paesi, elencati di seguito mediante questa lista, tramite la società di distribuzione internazionale Distraction Formats.
| Paese    | Titolo                            | Rete televisiva | Anni di messa in onda | Presentatore/i                    |
| -------- | --------------------------------- | --------------- | --------------------- | --------------------------------- |
| Cina     | 你好达尔文 Nǐ hǎo Darwin          | Liaoning TV     | 2011                  | Guo Degang                        |
| Grecia   | Γεια σου Δαρβίνε Geia sou Darvine | ANT1            | 2008                  | Vangelis Perris                   |
| Polonia  | Ciao Darwin                       | TVN             | 2004–2005             | Piotr Szwedes                     |
| Romania  | Ciao, Darwin!                     | Antena 1        | 2003–2005             | Dan Negru                         |
| Serbia   | Ćao Darvine                       | RTV Pink        | 2007–2008             | Marinko Madžgalj e Ognjen Amidžić |
| Ungheria | Csaó Darwin!                      | TV2             | 2004–2006             | Gábor Bochkor                     |
| Vietnam  | Hội ngộ bất ngờ                   | HTV7            | 2007–2009             | Thanh Bạch                        |

Sempre tramite questa società, la trasmissione è stata acquistata anche in altri cinque paesi: Canada (Québec), Francia, Libano, Russia e Stati Uniti d'America, ma le loro versioni non hanno mai visto la luce per vari motivi.